# Bogenstaumauer

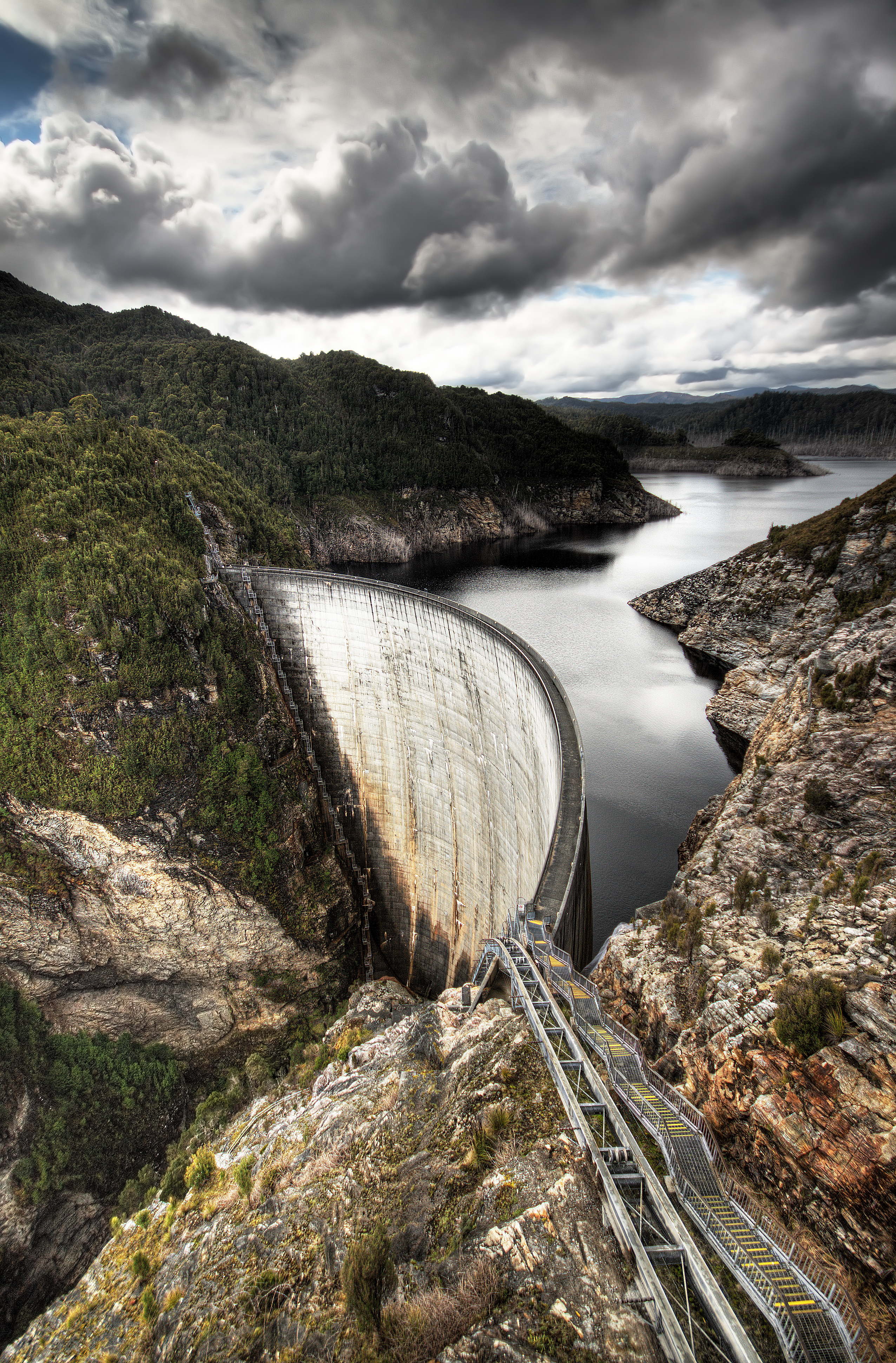
Die Gordon-Staumauer in Tasmanien

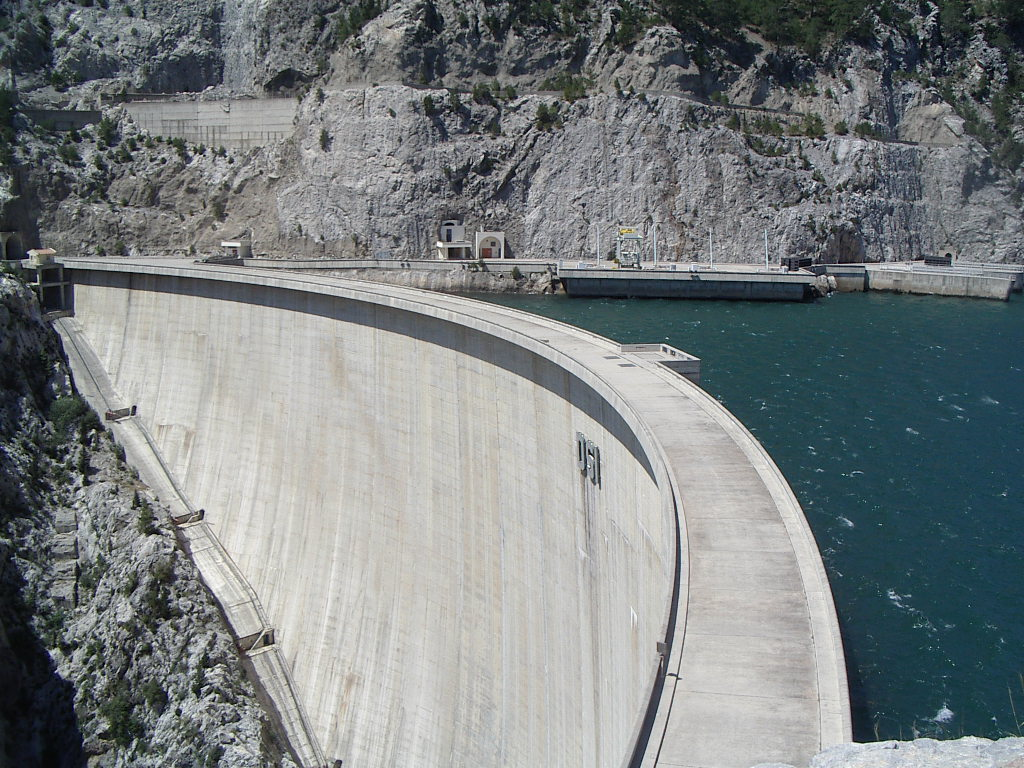
Staumauer des oberen Manavgatstausees Oymapınar-Talsperre

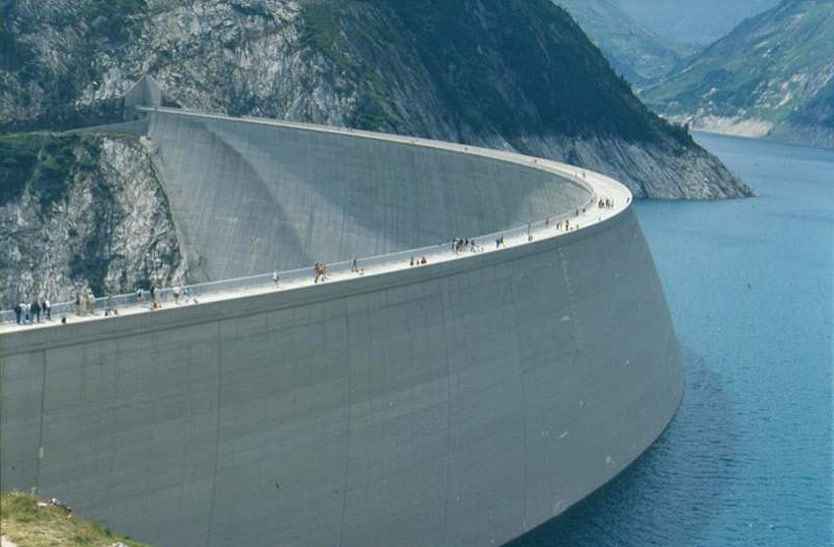
Kölnbreinsperre in Kärnten, Österreich

Prinzipskizze

Eine Bogenstaumauer (österreichisch Gewölbestaumauer) ist eine Bauart für das Absperrbauwerk einer Talsperre. Sie besteht grundsätzlich aus Beton und ist im Vergleich zu ihrer Höhe sehr schlank. Eine Bogenstaumauer setzt im Gegensatz zur Gewichtsstaumauer dem horizontalen Druck des Wassers nicht ihr Eigengewicht entgegen, sondern leitet die Kräfte mittels der Gewölbewirkung nach links und rechts in die beiden Hänge.

## Aufbau
Bogenstaumauern sind im Grundriss und oft auch im Querschnitt wie ein Bogen gekrümmt und stützen sich auf beiden Seiten an den Talflanken ab. So wird die horizontale Wasserlast in den Untergrund abgetragen. Das Fundament einer Bogenstaumauer heißt Pulvino. Bogenstaumauern eignen sich besonders in engen steilen Tälern, daher sind sie vorwiegend im Hochgebirge anzutreffen. Die Gründung muss auf Fels erfolgen.
Eine häufige Kombination der zwei Bauarten ist die Bogengewichtsmauer.
Bogenstaumauern teilen sich weiter auf in:
Zylinderstaumauern
der Radius und der „Öffnungswinkel“ sind konstant
Gleichradienstaumauern
der Radius ist konstant und der Winkel variabel
Gleichwinkelstaumauern
der Winkel ist konstant und der Radius variabel
Kuppelstaumauern (auch Doppelbogenstaumauer genannt)
die heute übliche moderne Form: Radius und Winkel sind variabel, mit Krümmung in vertikaler und horizontaler Richtung
Die Aufstandsfläche ist im Gegensatz zu einer Gewichtsstaumauer relativ klein. Daher muss neben den Talflanken auch der Untergrund eine relativ hohe Belastung aufnehmen. Ein tragfähiger Felsuntergrund ist deshalb erforderlich. Eine Bogenstaumauer eignet sich dort, wo sehr enge Täler mit großer Höhe abgesperrt werden sollen. In breiten Gebirgstälern sind Gewichtsstaumauern oder Staudämme besser geeignet. Aus diesen Gründen gibt es in Deutschland mit der Ofenwaldsperre nur eine Bogenstaumauer, mehr davon jedoch in Österreich, in der Schweiz und in Italien.
Zum Nachweis der Standsicherheit einer Bogenstaumauer kann man u. a. das ältere Versuchslastverfahren oder Lastaufteilungsverfahren (trial load method) sowie die moderne Finite-Elemente-Methode anwenden.
Ein Sonderfall ist die 400 m lange Bogenstaumauer des Kopssees: Ihr Südende stützt sich an einem künstlichen Widerlager ab. Die Lücke zwischen dem künstlichen Widerlager und dem Fels der Südseite des Tales wird mit einer gewöhnlichen Gewichtsstaumauer geschlossen.

## Geschichte

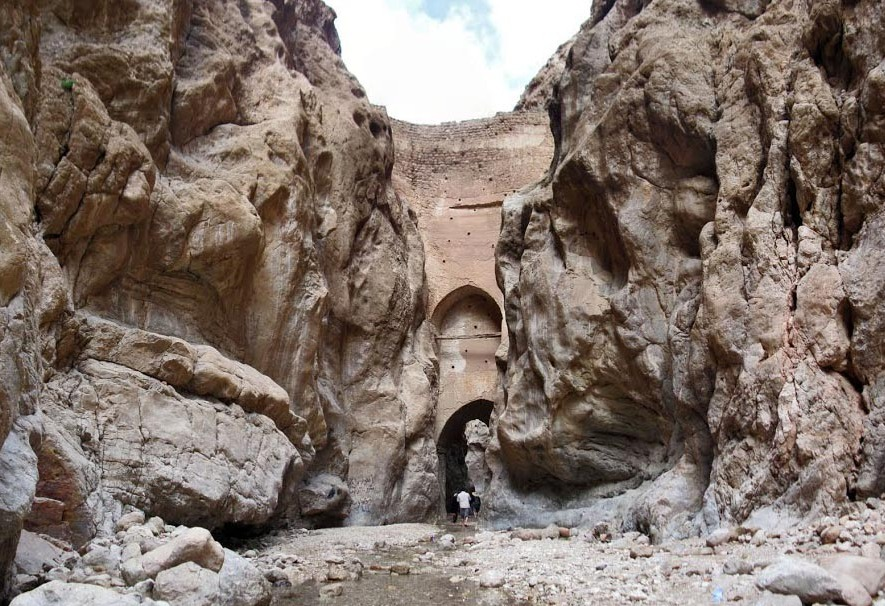
Shāh Abbās Arch Bogenstaumauer in der Provinz Süd-Chorasan im Iran

Die Römer bauten eine der ersten Bogenstaumauern im Vallon de Baume südlich von Saint-Rémy in der Provence, Frankreich. Der Staudamm von Glanum war 12 m hoch, 18 m lang, 3,9 m dick und diente der Wasserversorgung der nahe gelegenen Stadt. Der Radius war 14 m und der Öffnungswinkel 73°. Sie bestand aus zwei Mauern mit einer Füllung dazwischen. 1891 wurde sie mit einem modernen Damm überbaut, es existiert nur noch eine Zeichnung.
Der oströmische Historiker Prokop beschreibt in seiner Architekturabhandlung eine Bogenstaumauer in Dara.
Die um 540/550 n. Chr. erbaute Staumauer am Eisernen Tor in Antiochia am Orontes, heute Antakya, ist wahrscheinlich die älteste noch teilweise erhaltene Bogenstaumauer der Erde. Die Staumauer, eine Mischung aus Bogenstaumauer und Gewichtsstaumauer, war 17 m hoch und Teil eines Stadttores („Eisernes Tor“), das insgesamt 32 m hoch war.
Die Mongolen errichteten ebenfalls einige Bogenstaumauern, zum Beispiel die Kurit-Talsperre.
Die François-Zola-Talsperre von 1854 ist die erste moderne Bogenstaumauer der Erde. Eine weitere der ältesten bestehenden Bogenmauern Europas staut das Wasser des Lac de Montsalvens im Kanton Freiburg. Sie wurde 1920 fertiggestellt.
Weitere herausragende Bogenstaumauer-Bauwerke des 19. Jahrhunderts sind:
- Mir Alam (Meer Allum, Meer Alum) Tank, Indien, 1804-1806[6]
- Jones Falls, Kanada, 1831
- Paramatta, Australien, 1856
- 75-Miles-Dam, Australien, 1880
- Lithgow Nr. 1, Australien, 1896

## Beispiele
- Cahora-Bassa-Talsperre (Mosambik)
- Enguri-Staumauer (Georgien, höchste Bogenstaumauer der Erde)
- Kölnbreintalsperre der Maltakraftwerke (größte Staumauer in Österreich)
- Katse-Talsperre (Lesotho)
- Lac d’Emosson (Schweiz)
- Lago di Vogorno (Schweiz)
- Malpasset, Frejus (Frankreich, 1959 eingestürzt)
- Ofenwaldsperre (Deutschland)[7]
- Vajont (Italien, Katastrophe 1963)

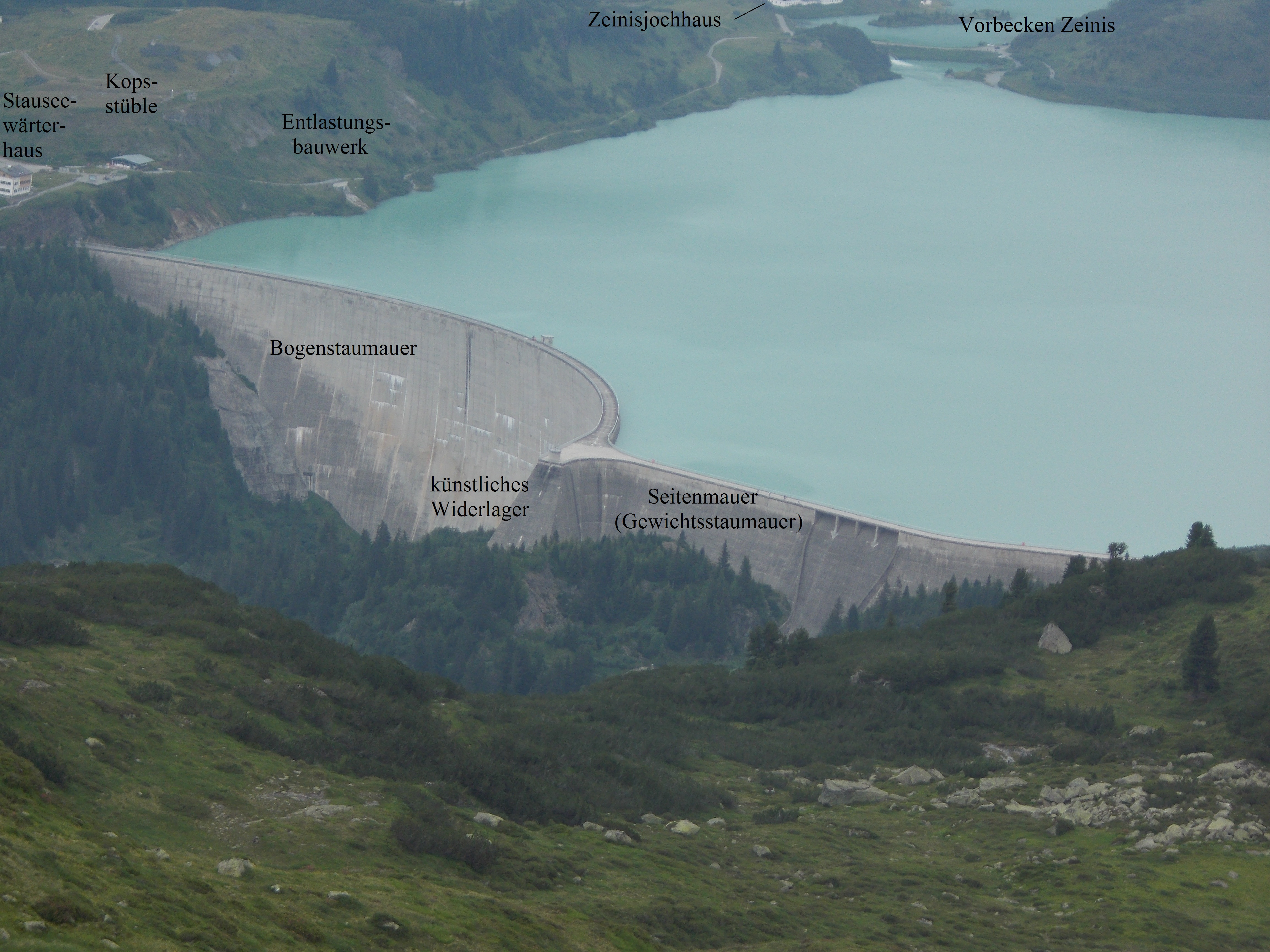
Beim Kopssee sind Bogen- und Gewichtsmauer nebeneinander

- Beim Kopssee sind Bogen- und Gewichtsmauer nebeneinanderKopssee (Aneinanderreihung von Bogen- und Gewichtsstaumauer)